# Badea din Cojești
Badea din Cojești a fost un boier din Țara Românească, mare dregător și membru al Sfatului domnesc.

## Informații
A fost ginerele lui Udriște din Mărgineni, care era partizan al lui Basarab Laiotă și la rândul său membru în Sfatul domnesc. Badea a deținut dregătoria de vornic, fiind menționat în hrisoavele domnești ale vremii adesea fără titlu sau ca fost (biv) vornic.
Împreună cu Drăghici spătarul a fost solul lui Basarab Laiotă la Brașov. Actul domnesc citea: 
Io Basaraba, voevod și domn a toată țara Ungrovlahiei. Scrie domnia mea județului și pârgarilor din Brașov multă sănătate, ca unor buni prieteni ai mei, și vă dau de știre prieteniei voastre că am trimes acolo la prietenia voastră pe credincioșii și cinstiții noștri boeri, pe jupân Badea vornicul și pe jupân Drăghici spătarul; și oricâte vor spune cătră prietenia voastră, să credeți, căci sânt vorbele noastre adevărate, ca și cum le-am vorbi noi înșine. Și dumnezeu să vă bucure.
În anul 1509 se pregătea a fugi din Țara Românească în Transilvania, de teama lui Mihnea cel Rău.
Badea a ctitorit Mănăstirea Grinduri, aflată în ocina Măgurelelor. Conform unei informații parvenite istoricului Nicolae Stoicescu de la D. Pleșia, Badea din Cojești a fost strămoșul doamnei Marica Brâncoveanu și al marelui logofăt Bârcă Cojescu.
Mănăstirea Grinduri s-a învechit și s-a stricat; a fost refăcută mai târziu de spătarul Stelea, boierit și numit în divan de către Mihnea Turcitul (în sec. XVI). Acest Stelea a zidit biserica din piatră și a închinat mănăstirea (împreună cu mai multe moșii) Mănăstirii Ivir din Sfântul Munte Athos.
Numele lui Badea este consemnat într-un număr de acte de cancelarie, printre care:
- Hrisovul lui Radu cel Mare din 15 decembrie 1501[5]
- Hrisovul lui Radu cel Mare din 15 iunie 1505[6]
- Hrisovul lui Radu cel Mare din 9 decembrie 1505[7]
- Hrisovul lui Radu cel Mare din 12 aprilie 1506[8]
- Hrisovul lui Mihnea cel Rău din 7 septembrie 1508[9]